# Benjamin Wilson (Politiker)

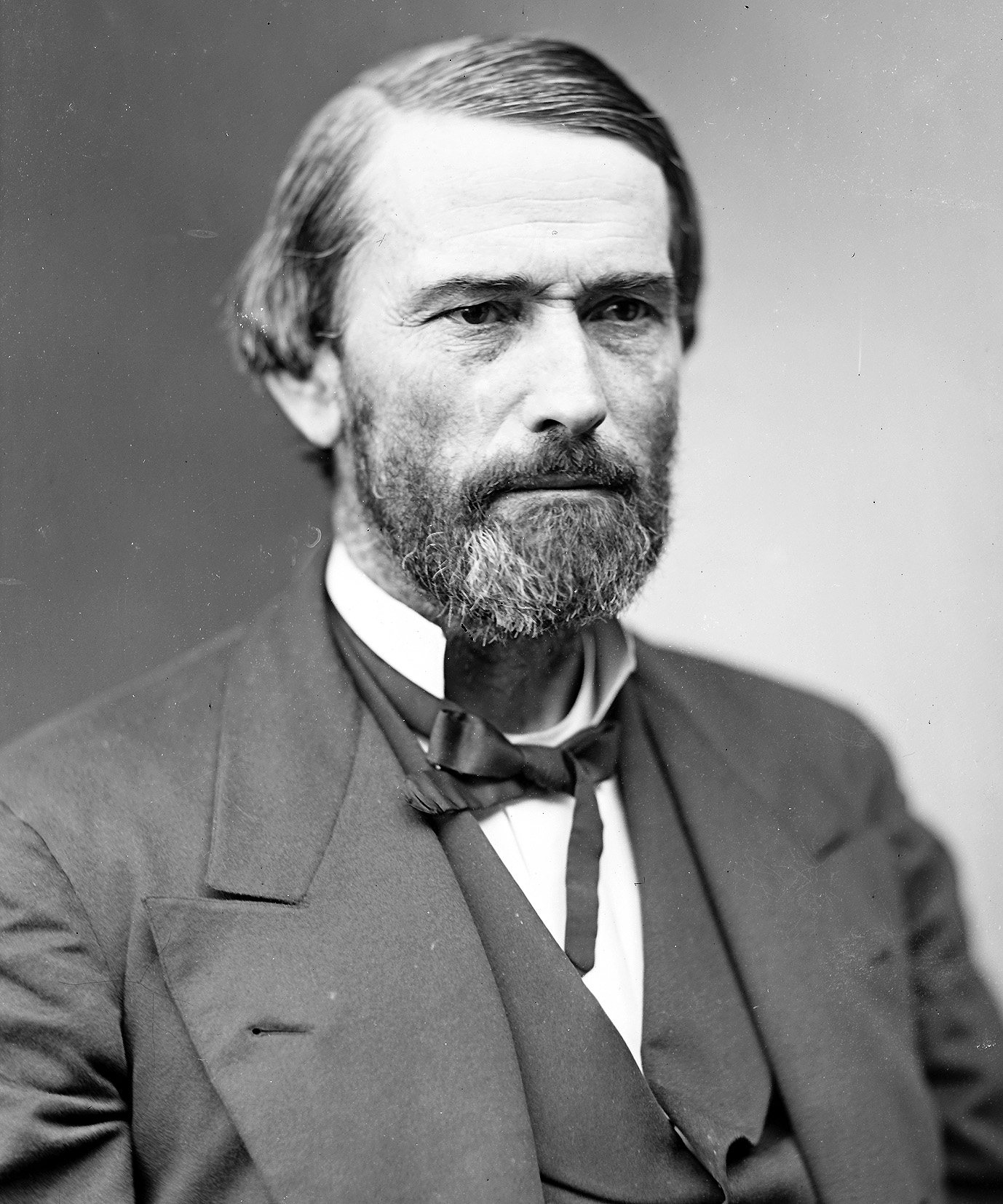
Benjamin Wilson

Benjamin Wilson (* 30. April 1825 in Wilsonburg, Harrison County, Virginia; † 26. April 1901 in Clarksburg, West Virginia) war ein US-amerikanischer Politiker. Zwischen 1875 und 1883 vertrat er den ersten Wahlbezirk des Bundesstaates West Virginia im US-Repräsentantenhaus.

## Werdegang
Benjamin Wilson wurde 1825 in Wilsonburg geboren, das damals noch zu Virginia gehörte. Er besuchte die Northwestern Virginia Academy in Clarksburg und studierte anschließend in Staunton Jura. Nach seiner im Jahr 1848 erfolgten Zulassung als Rechtsanwalt begann er in Clarksburg in seinem neuen Beruf zu arbeiten. Zwischen 1852 und 1860 war er Bezirksstaatsanwalt im Harrison County. Im Jahr 1861 gehörte er einer Kommission zur Überarbeitung der Staatsverfassung von Virginia an.
Wilson war Mitglied der Demokratischen Partei, deren Democratic National Convention er 1872 als Delegierter besuchte. Im Jahr 1871 war er Mitglied einer Versammlung zur Revision der Staatsverfassung von West Virginia. 1872 kandidierte er erfolglos für den Kongress. Zwei Jahre später wurde er dann im ersten Distrikt von West Virginia in das US-Repräsentantenhaus in Washington gewählt, wo er am 4. März 1875 die Nachfolge von John James Davis antrat. Nach drei Wiederwahlen konnte er bis zum 3. März 1883 im Kongress verbleiben.
Nach dem Ende seiner Zeit im Repräsentantenhaus arbeitete Wilson von 1885 bis 1893 als Abteilungsleiter für das US-Justizministerium. Er starb am 26. April 1901 in Clarksburg, wo er auch beigesetzt wurde.